# Juan Carlos Maldonado
Juan Carlos Maldonado (La Falda, Córdoba, Argentina; 7 de septiembre de 1986) es un futbolista argentino. Juega como extremo en Club Atlético River Plate de La Falda de la Liga Departamental de Fútbol de Punilla, el último escalafón para los equipos indirectamente afiliados a la AFA. 

## Clubes
| Club                         | País      | año         |
| ---------------------------- | --------- | ----------- |
| Belgrano de Córdoba          | Argentina | 2006 - 2007 |
| Palestino                    | Chile     | 2007 - 2008 |
| Belgrano de Córdoba          | Argentina | 2008 - 2012 |
| Coquimbo Unido               | Chile     | 2012        |
| Deportes Antofagasta         | Chile     | 2013        |
| Instituto de Córdoba         | Argentina | 2014        |
| Oriente Petrolero            | Bolivia   | 2015        |
| Deportes La Serena           | Chile     | 2015 - 2016 |
| Club Atlético La Falda       | Argentina | 2016 - 2017 |
| Club River Plate de La Falda | Argentina | 2017 - 2020 |

- Datos: Q6299314